# Ammonal
Pour les articles homonymes, voir TNT.
L'ammonal est un explosif utilisé à partir de la Première Guerre mondiale. Il est composé d'un mélange de nitrate d'ammonium, de trinitrotoluène (ou Tolite) et d'aluminium en poudre dans les proportions d'environ 22/67/11. 
C'est un dérivé de l'amatol (composé de trinitrotoluène (TNT) en proportion égale avec le nitrate d'ammonium).
Le nitrate d'ammonium sert d'oxydant et l'aluminium d'amplificateur de puissance. Dans une certaine mesure, l'aluminum le rend plus prompt à la détonation.

## Stabilité
Il est moins stable que le TNT pur qui n'interagit pas avec les métaux et n'absorbe pas l'eau. 
(Le TNT peut cependant former des composés instables au contact de métaux alcalins). Le mélange est relativement stable quand il est maintenu au sec, mais peut se dégrader à cause du caractère très hygroscopique du nitrate d'ammonium . 
L'ammonal brûle vigoureusement lorsqu'il est exposé, de manière non confinée à l'air, et il fait exploser son contenant lorsqu'il brûle en étant confiné. 
La vitesse de détonation de l'ammonal est d'environ 4 400 mètres par seconde.

## Historique

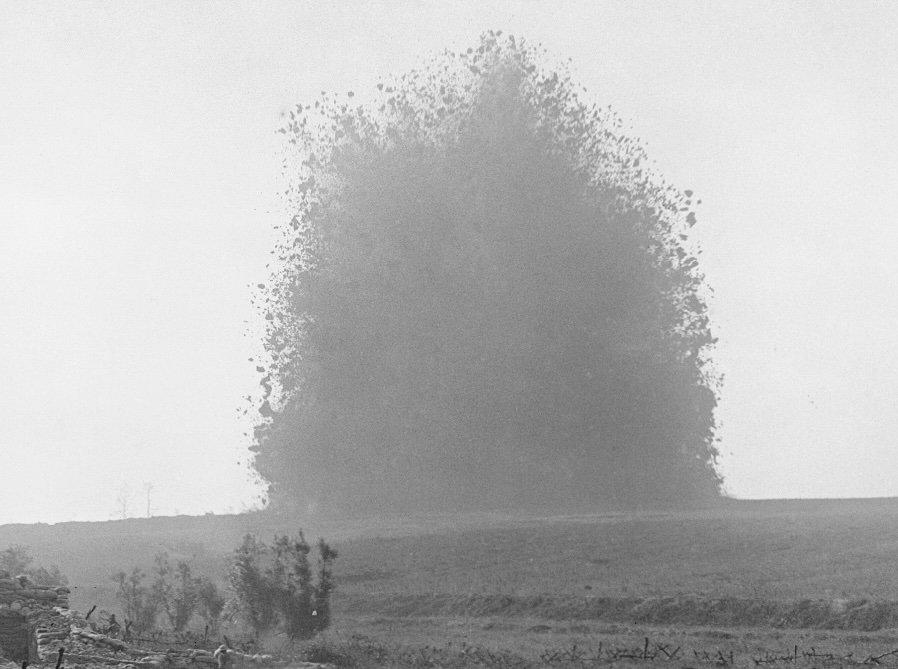
Explosion d'une mine, 1916 lors du déclenchement de la bataille de la Somme (sur la Hawthorn Ridge Redoubt).

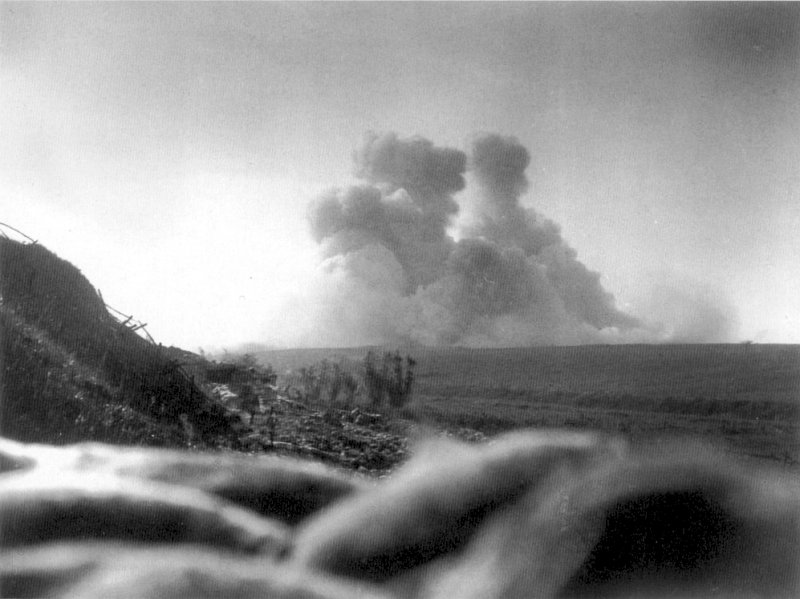
Retombées de terre et poussière, après l'explosion de la mine de la redoute d'Hawthorn Ridge

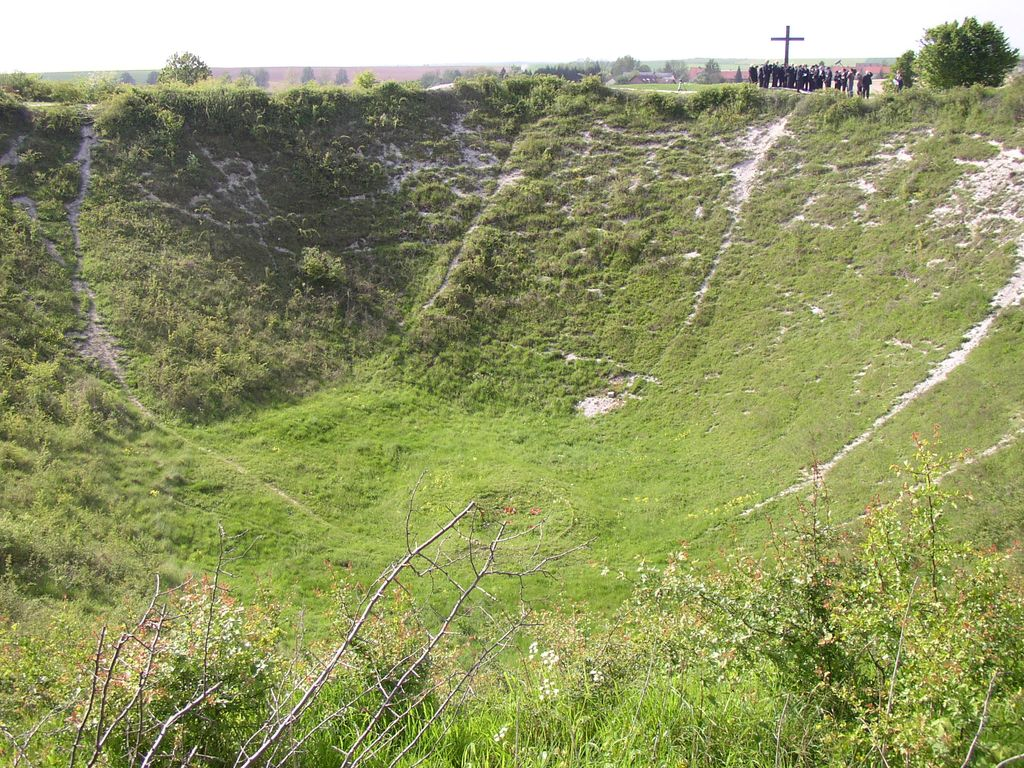
Ce cratère de mine (de Lochnagar, à Ovillers en France) donne une idée de l'ampleur des effets des explosifs disponibles dès la 1re Guerre mondiale. La plupart de ces cratères ont été comblés avec les déchets issus du nettoyage des zones de combat, mais quelques-uns dont celui-ci ont été conservés.

L'usage du nitrate d'ammonium (rendu bon marché par une production industrielle par les usines d'engrais) et de l'aluminium (métal très commun dans la croute terrestre) en a fait un remplaçant du TNT pur. 
Son histoire est principalement liée à celle de la guerre : 
- dès le début 1915, la British Army l'a employé comme explosif moins cher pour ses mines (avec un détonateur au fulminate de mercure et une mise à feu par circuit électrique, mais les très grosses mines pouvaient aussi être déclenchées par un explosif primaire qui était de la gélignite).
- Il a notamment été utilisé pour la mine de la redoute d'Hawthorn Ridge qui au cours de la bataille de la Somme - avec 18 tonnes d'ammonal - a pulvérisé une position allemande, laissant un énorme cratère, à l'Ouest de Beaumont-Hamel.
- Deux autres mines d'une très forte puissance ont été utilisées par les Anglais. Le cinéaste britannique Geoffrey Malins, témoin de l'explosion, qui a filmé l'attaque de la 29e Division avait disposé sa caméra à environ un demi-mille de distance, sur une crête en attente de l'explosion ; «Le terrain où je me tenais a été secoué par une énorme convulsion. Le sol a été secoué et balancé. Je me suis agrippé à mon trépied pour ne pas tomber. Puis, pour tout le monde comme une gigantesque éponge, la terre s'est expansée en l'air jusqu'à une hauteur d'une centaine de pieds. Elle montait de plus en plus haut, et avec un terrible rugissement la terre broyée est retombée sur elle-même, ne laissant qu'une montagne de fumée. »( « The ground where I stood gave a mighty convulsion. It rocked and swayed. I gripped hold of my tripod to steady myself. Then for all the world like a gigantic sponge, the earth rose high in the air to the height of hundreds of feet. Higher and higher it rose, and with a horrible grinding roar the earth settles back upon itself, leaving in its place a mountain of smoke. »). L'attaque a néanmoins été un échec pour les Anglais qui n'ont pu tenir une des lèvres du cratère que quelques heures. Le secteur ne sera plus attaqué par les Anglais jusqu'au 13 novembre, avec le lancement de la bataille de l'Ancre où les Anglais ont posé une autre mine sous la redoute d'Hawthorn Ridge, cette fois, avec 13 tonnes d'explosifs, permettant enfin aux Anglais de reconquérir la zone (dont le village de Beaumont Hamel).
- Trois des mines utilisées dans la bataille de Messines, qui ont explosé au début de la troisième bataille d'Ypres en contenaient 30 000 livres (soit plus de 13,6 tonnes d'ammonal), une quatrième en contenait plus de 9 tonnes). l'ammonal utilisé dans un but militaire était généralement contenu dans des boites métalliques ou sacs de caoutchouc étanches pour empêcher son humidification.
- Toutes les mines posées à Messines n'ont pas été déclenchées. 2 des 21 mines n'ont pas été allumées car situées hors de la zone de l'offensive. Le 17 juillet 1955, un coup de foudre a déclenché l'explosion d'une des mines restantes, sans pertes humaines (seule une vache a été tuée). Une 21e mine aurait été trouvée, mais aucune tentative n'a été faite pour la supprimer. Il est possible que la mine (non-explosée) ait été démantelée, car on sait que les sapeurs allemands ont creusé le sol à proximité de la chambre où étaient entassés les explosifs.
- On en a retrouvé, bien conservé dans du caoutchouc (Groupe Durand) dans les tunnels de Vimy[1].
- Durant la Seconde Guerre Mondiale, à partir de 1944, il fut employé par l'armée japonaise pour armer les bombardiers suicides, fleurs de cerisier ou Ohka en japonais, pour bombarder les portes avions américains durant la bataille du Pacifique.

L'ammonal britannique était composé d'un mélange de 65 % de nitrate d'ammonium, 15 % de TNT, 17 % d'aluminium grossier et de 3 % (en poids) de charbon de bois.

## Usage« industriel »
L'ammonal est encore produit par l'industrie chimique comme un explosif industriel, essentiellement en remplacement de la dynamite pour l'industrie des carrières ou minière.

## Toxicité,écotoxicité
Une exposition de l'organisme à des doses élevées de TNT peut provoquer des anémies et affecter le foie. On a également observé des hypertrophies de la rate et des effets négatifs pour le système immunitaire chez des animaux qui avaient ingéré et/ou respiré du trinitrotoluène, ainsi que des irritations cutanées.
C'est un explosif dont les retombées (vapeurs et fumées) riches en aluminium inhalable pourraient contribuer à polluer l'environnement (l'aluminium est suspecté d'être un des facteurs de la maladie d'Alzheimer). D'autre part, à cause des nitrates qu'il contient, il est plus susceptible de polluer l'eau et le sol que d'autres explosifs de même puissance. Le risque majeur n'est pas la pollution par les nitrates (eutrophisation, dystrophisation) qui ne sera que locale et passagère, c'est le TNT et ses produits de dégradation qui sont préoccupants pour les écosystèmes en raison de leur plus grande toxicité et stabilité.
Les autres effets délétères sont une baisse de la fertilité masculine (Délétion de la spermatogenèse) et un risque cancérigène (c'est un hydrocarbure aromatique, dont beaucoup de propriétés sont communes avec le benzène, de nature cancérigène avérée). 
Indicateur : La consommation de TNT noircit l’urine.
Beaucoup de terrains militaires sont ou ont été contaminés par le TNT à la suite de son usage dans les explosifs. 

## Risque et conseils de prudence
C'est un explosif puissant qui doit être éloigné de toutes sources accidentelles d'ignition (Lors de la Première Guerre mondiale, une mine a explosé spontanément à la suite d'un proche coup de foudre).
À cause de son contenu en TNT, les phrases de risque désignant les risques encourus lors de la manipulation de l'ammonal sont :
- R 2 : risque d'explosion par le choc, la friction, le feu ou d'autres sources d'ignition ;
- R 23/24/25 : le TNT contenu dans ce produit est toxique par inhalation, par contact avec la peau et par ingestion ;
- R 33 : danger d'effets cumulatifs ;
- R 51/53 : toxique pour les organismes aquatiques, peut entraîner des effets néfastes à long terme pour l'environnement aquatique.

Et, pour les mêmes raisons, les conseils de prudence donnant les précautions à prendre lors de sa manipulation sont :
- S 25 : éviter le contact avec les yeux ;
- S 45 : en cas d'accident ou de malaise consulter immédiatement un médecin et lui montrer l'emballage ou l'étiquette ;
- S 61 : éviter le rejet dans l'environnement. Consulter les instructions spéciales/la fiche de données de sécurité.